# 놀리우드
놀리우드(Nollywood)는  나이지리아의 인기있는 영화 산업을 일컫는 비공식 이름이다.
이 용어의 기원은 2000년대 초 뉴욕 타임즈의 한 기사로 거슬러 올라간다. 진화하는 의미와 맥락의 역사로 인해 용어에 대한 명확하거나 합의된 정의가 없기 때문에 여러 논란의 대상이 되었다.

## 같이 보기
- 나이지리아의 영화